# Otakar Novotný

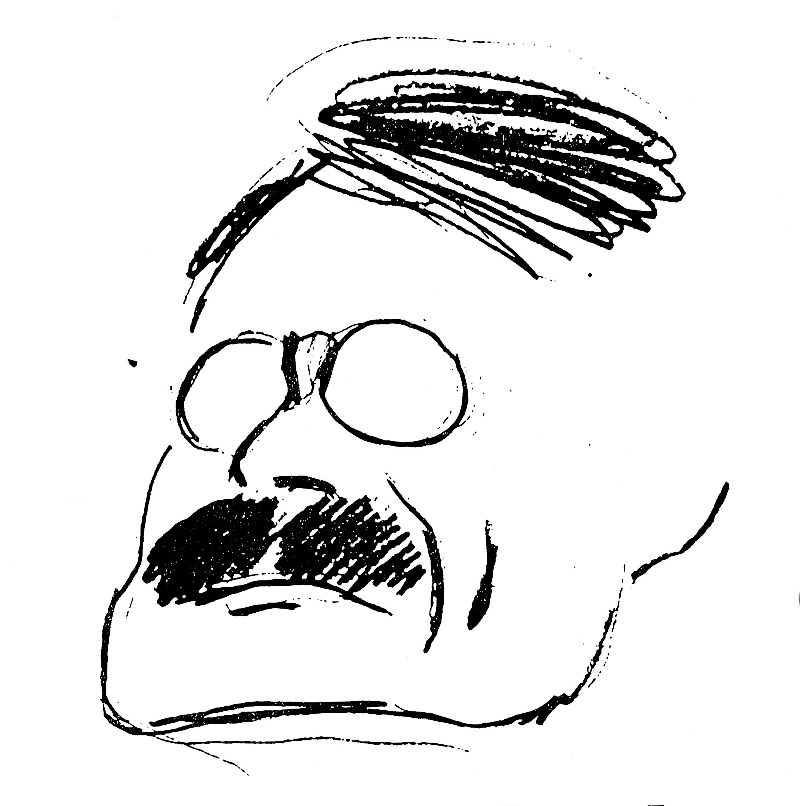
Otakar Novotný na karikaruře Jana Kotěry.

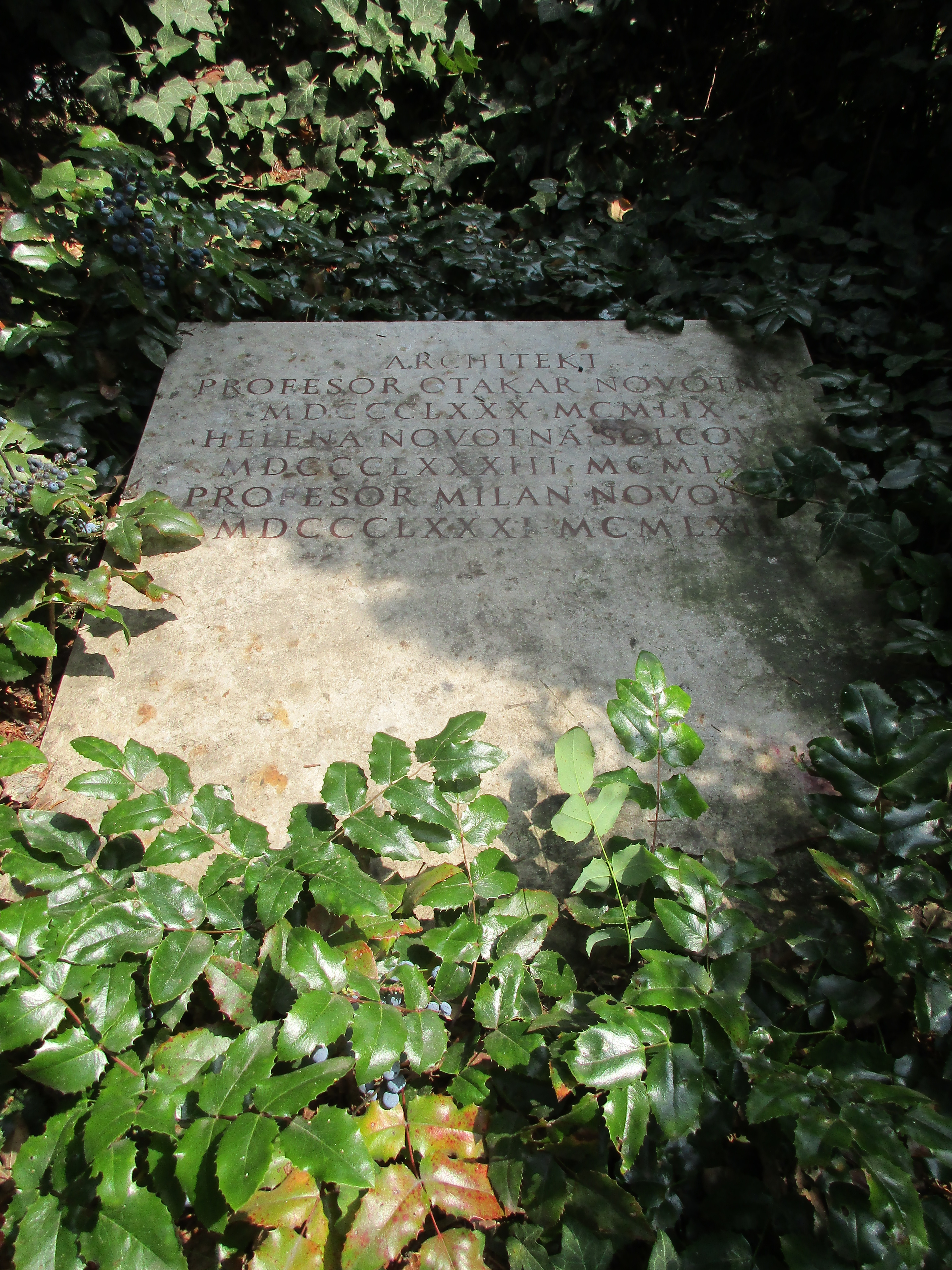
Hrob prof. arch. Otakara Novotného, Hřbitov Vinohrady

Otakar Novotný (11. ledna 1880 Benešov – 4. dubna 1959 Praha) byl český architekt, návrhář a profesor na Vysoké škole uměleckoprůmyslové.

## Život
Narodil se v Benešově, jako jedno ze čtyř dětí v rodině notáře. V letech 1891–1894 studoval na české reálce v Praze. Poté pokračoval v letech 1894–1898 ve studiu na stavitelském oddělení Státní vyšší průmyslové školy v Praze. V posledním ročníku (1897–1898) o prázdninách pracoval v ateliéru Josefa Schulze při stavbě budovy Uměleckoprůmyslového musea. V letech 1898–1900 byl asistentem pro stavitelství na Státní vyšší průmyslové škole v Brně. V letech 1900–1903 studoval na Umělecko-průmyslové škole v Praze u profesora Jana Kotěry. Následujícího roku (červen 1903 – červenec 1904) byl hlavním architektem v Kotěrově ateliéru. V roce 1902 se stal členem Spolku výtvarných umělců Mánes.
V roce 1904 si otevřel vlastní architektonický ateliér. V letech 1906–1909 souběžně vyučoval kresbu a kompozici v kursech pro malíře pokojů, které pořádalo Umělecko-průmyslové museum. V roce 1907 se oženil s Helenou Šolcovou, téhož roku se jim narodil syn Otakar a v roce 1911 syn Jiří. V roce 1911 se stal členem družstva Artěl, pro které navrhoval nábytek, sklo a další předměty. Působil i ve vedení družstva. V letech 1912–1914 pak vyučoval na Vyšší dívčí škole v Praze nauku o slozích. Byl také zakládajícím členem Svazu českého díla (1913–1914). V únoru 1915 nastoupil jako jednoroční dobrovolník k dělostřelectvu a v letech 1915–1918 pak sloužil na italské frontě.
Od roku 1923 nastoupil jako suplující profesor na Akademii výtvarných umění v Praze na místo zemřelého Jana Kotěry. V roce 1929 byl jmenován řádným profesorem architektury na Státní uměleckoprůmyslové škole v Praze. V letech 1935–1937 byl rovněž rektorem školy. V roce 1941 byl penzionován. Na školu se vrátil 1. března 1948 a v roce 1952 byl jmenován profesorem pro sloh a architektonické tvarosloví a působil zde do 31. prosince 1953, kdy školu definitivně opustil. Zemřel 4. dubna 1959 v Praze. Pohřben byl na Vinohradském hřbitově.

### SVU Mánes
Byl členem SVU Mánes od roku 1902. V letech 1913–1915 a 1920–1931 byl předsedou spolku. Působil rovněž jako redaktor časopisů, vydávaných SVU Mánes. V letech 1911–1913 byl redaktorem časopisu Styl, v roce 1915 redaktorem časopisu Volné směry.

## Dílo
První realizované stavby vykazují vlivy jeho učitele Jana Kotěry a v té době populární lidové architektury a jsou zdobeny střídmými secesními ornamenty. Toto období reprezentují stavby rodinného domu Dr. J. Žižky v Újezdě nad Lesy, letní sídlo ředitele Riemera u jezera Wolfgangsee v Sankt Gilgen nebo vila nakladatele Jana Otty na Zbraslavi.
Při cestě do Nizozemska v roce 1908 na něho silně zapůsobily holandské stavby z režného zdiva a především architekt Hendrik P. Berlage. Z tohoto materiálu pak postavil většinu svých modernistických staveb, jako byly například Štencův dům nebo sokolovny v Holicích a v Rakovníku.
Novotný stál mimo hlavní proud českých kubistických architektů. Přesto se pokusil zpracovat tyto vlivy v několika stavbách v závěru kubistického období. Jsou to například učitelské domy v ulici Elišky Krásnohorské z let 1919–1921 a rondokubistický učitelský dům na Letné v Kamenické ulici.
Ve dvacátých letech se vrátil ke svému oblíbenému materiálu – režné cihle. Stylově pak dospěl k funkcionalismu (Sehnoutkův dům v Černožicích, Státní vystěhovalecká stanice ve Vysočanech, rodinný dům malíře Václava Špály v Praze na Ořechovce). Mimořádným dílem z tohoto období je stavba spolkového domu SVU Mánes na pražském Žofíně.
Jako člen Klubu československých turistů se v roli stavebního a architektonického experta podílel na záchraně Klubem vlastněných a spravovaných památkových objektů.

### Realizované stavby (výběr)

#### Secese
- Rodinný dům Dr. J. Žižky, Újezd nad Lesy, Starokolínská čp. 59, (historická adresa: Újezd u Jiren, Pražská 59), 1904
- Letní vila ředitele Riemera, Sankt Gilgen, Rakousko, 1906
- Vila nakladatele Jana Otty, Praha, Zbraslav, Žitavského 135, 1909–1911

#### Moderna
- Vila JUDr. Otakara Cmunta, Čimelice čp. 113, 1907
- Lexova vila v Rakovníku, 1908–1910
- Obchodní a obytný dům nakladatele Jana Štence (Štencův dům), Praha 1–Staré Město, Salvátorská 8, 1909–1911
- Sokolovna v Holicích, 1911–1914
- Obytný dům s ordinací Dr. Zemánka, Holice, čp. 24, Náměstí T. G. Masaryka, 1911–1912
- Sequensova vila, Praha 2 – Vyšehrad, Vnislavova 4, 1912–1913
- Rodinný dům J. Váni, Benešov u Prahy, 1912
- Sokolovna v Rakovníku, 1912

#### Kubismus
- Učitelské družstevní obytné domy, Praha 1 – Staré Město, Elišky Krásnohorské 10–14, Bílkova 5, 1919–1921
- Obytné domy družstva Domovina, Znojmo, Jarošova ulice 18–26, 1920
- Úprava průčelí městského úřadu a spořitelny, Benešov, 1922
- Učitelský družstevní obytný dům, Praha 7, Kamenická 35, 1923
- Vila Čerych, Česká Skalice, 1924–1925, vilu nechal postavit majitel Českoskalických textilek Ladislav Bartoň-Dobenín jako svatební dar pro svou neteř Marii Bartoňovou-Čerychovou[7]
- Majáková a vodárenská věž na letišti ve Kbelích, Praha 19, 1927. Silueta stavby je součástí znaku Prahy 19.

#### Funkcionalismus
- Stravovna a noclehárna Sehnoutkův dům, Černožice nad Labem, Revoluční 84, 1926–1927, Stravovnu a noclehárnu nechal postavit majitel textilní továrny SETKA v Černožicích Rudolf Steinský-Sehnoutka (1892–1973) se svou manželkou Jaroslavou. V roce 1935 objekt darovali Kongregaci sester Nejsvětější Svátosti, které zde zřídily domov důchodců.[8][9]
- Městská spořitelna, Benešov, 1926–1929
- Steinského palác, Hradec Králové, Ulrichovo náměstí, 1926–1927, postaveno jako ústřední kanceláře textilek SETKA[9]
- Obecní dům, Černožice, 1927
- Budova Spolku výtvarných umělců Mánes, Praha 1–Nové Město, na jižním cípu Slovanského ostrova, 1927–1930
- Státní vystěhovalecká stanice, Praha 9 – Vysočany, Pod Balkánem 2, čp. 599, 1928, dnes učňovská škola
- Poštovní úřad, Louny, 1928
- Administrativní a obytný dům Cyrila Bartoně z Dobenína (Bartoňův dům), Náchod, Kamenice 105, 1929, dnes Městská knihovna Náchod.
- Sochařský ateliér Jana Laudy, Praha 8, Libeň, 1930
- Vila a ateliér malíře Václava Špály, Praha 6, Na Dračkách 5, 1931–1932

Vedle uvedených staveb realizoval i řadu interiérů a výstavních instalací, Dále navrhl několik náhrobků v Praze a Jindřichově Hradci. K nim patří i náhrobek sochaře Otty Gutfreunda (ve spolupráci se sochařem Karlem Dvořákem).

### Design
Pro Artěl navrhl skleněné soupravy na nápoje (asi 1912–1913) a kubistickou urnu (1921–1922). Pro interiéry navrhoval nábytek i celkovou výzdobu.

## Galerie

Stavby Otakara Novotného
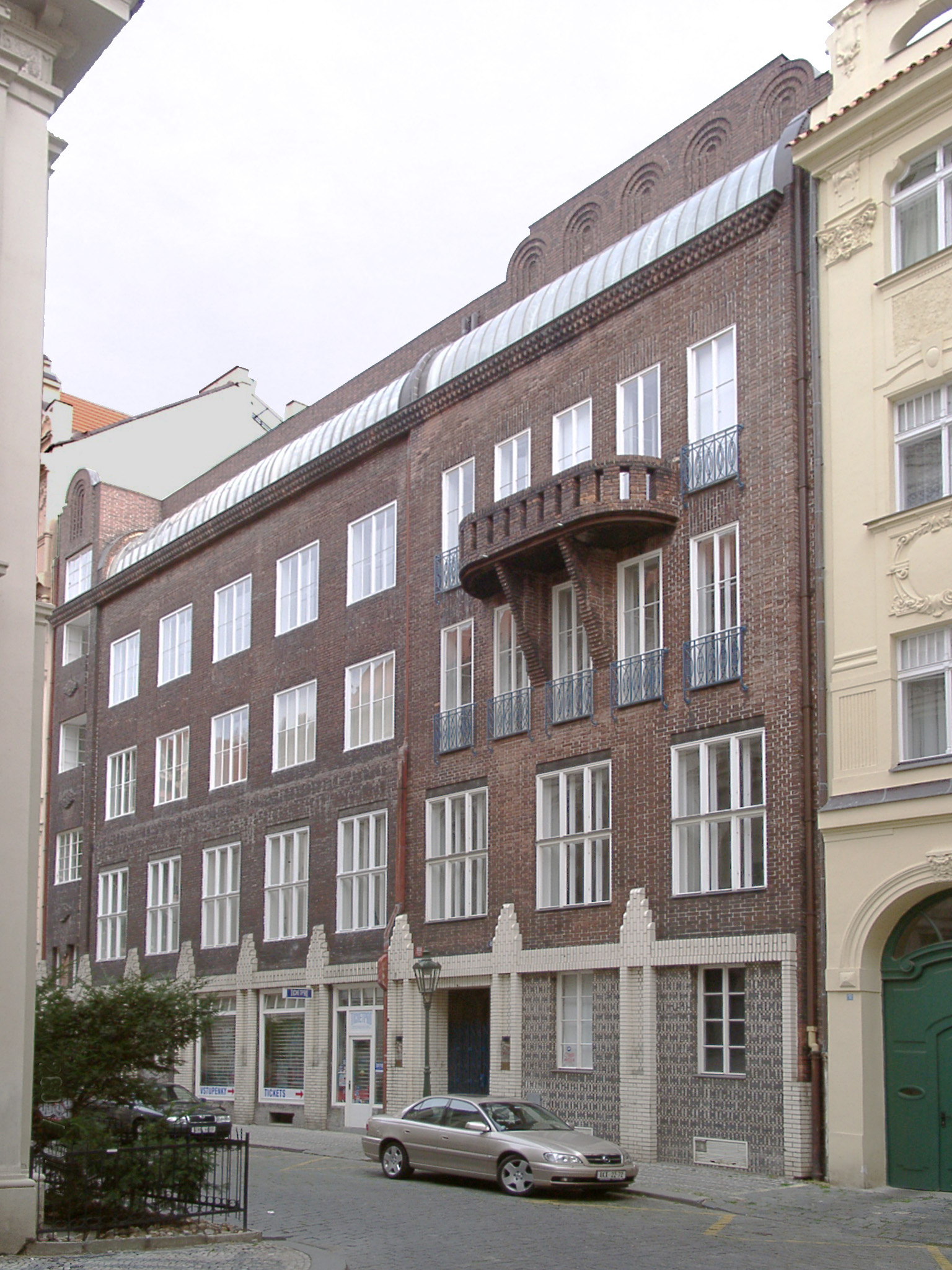
Štencův dům, Praha, 1909–1911
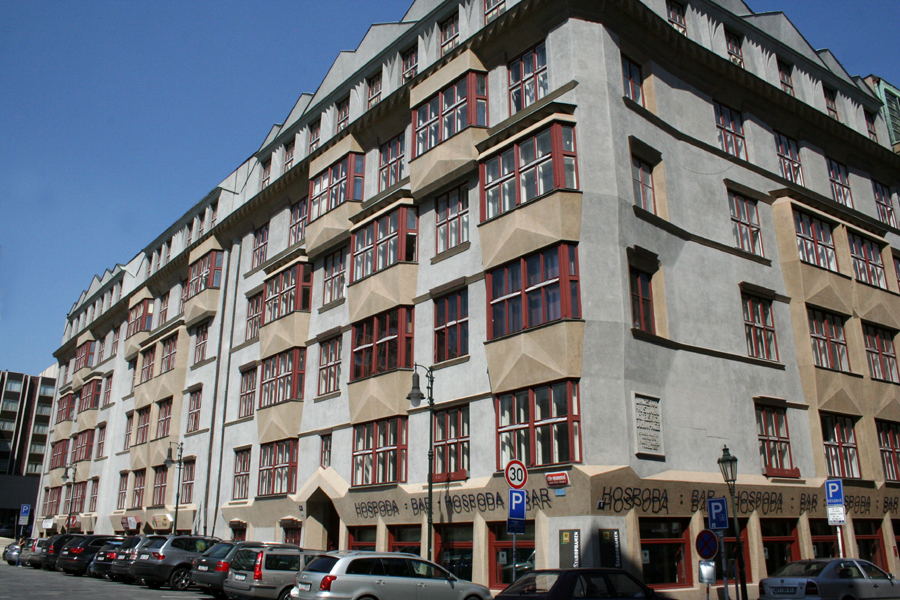
Učitelské domy, Praha, 1919–1921
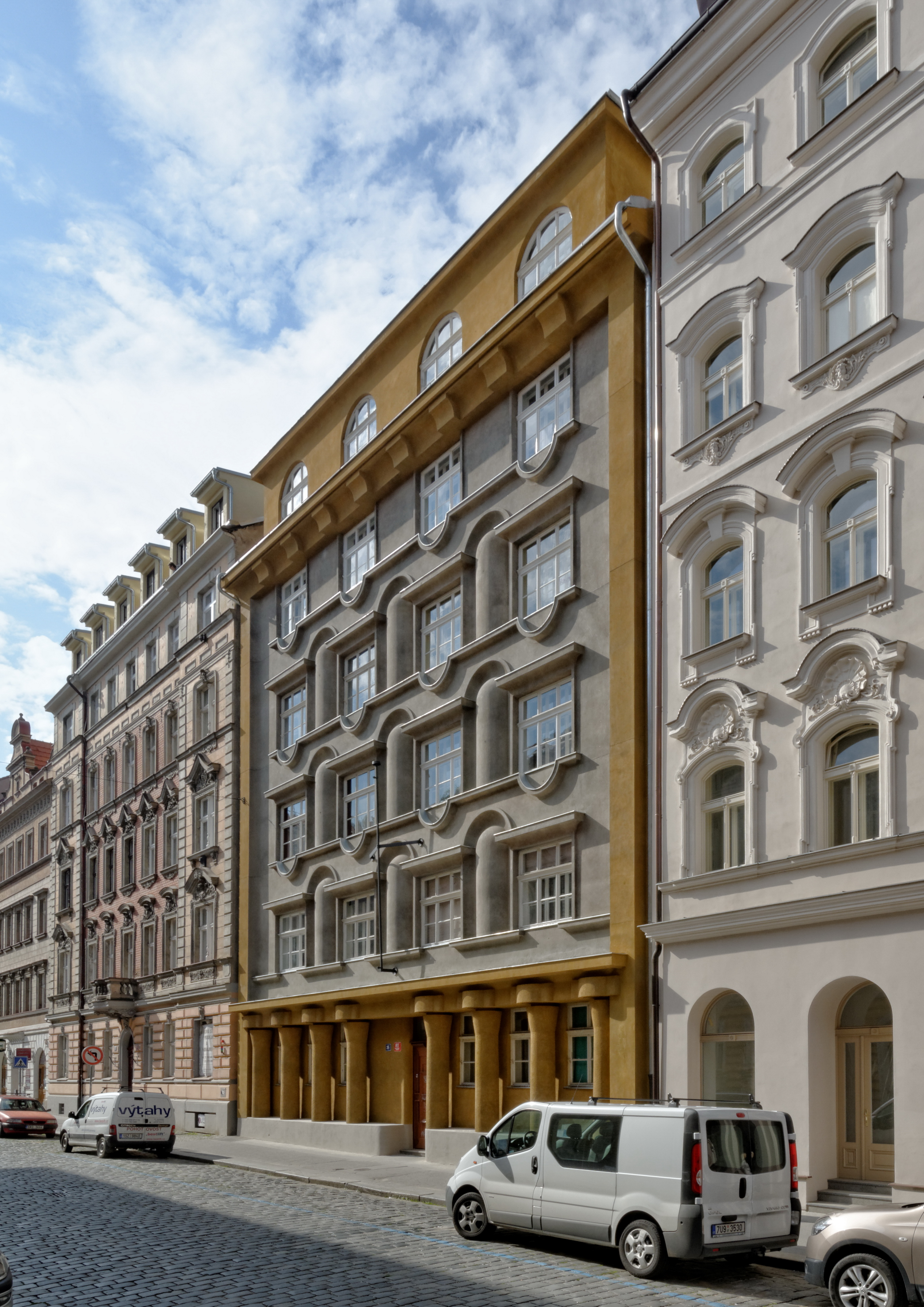
Rondokubistický bytový dům Praha, 1923–1924
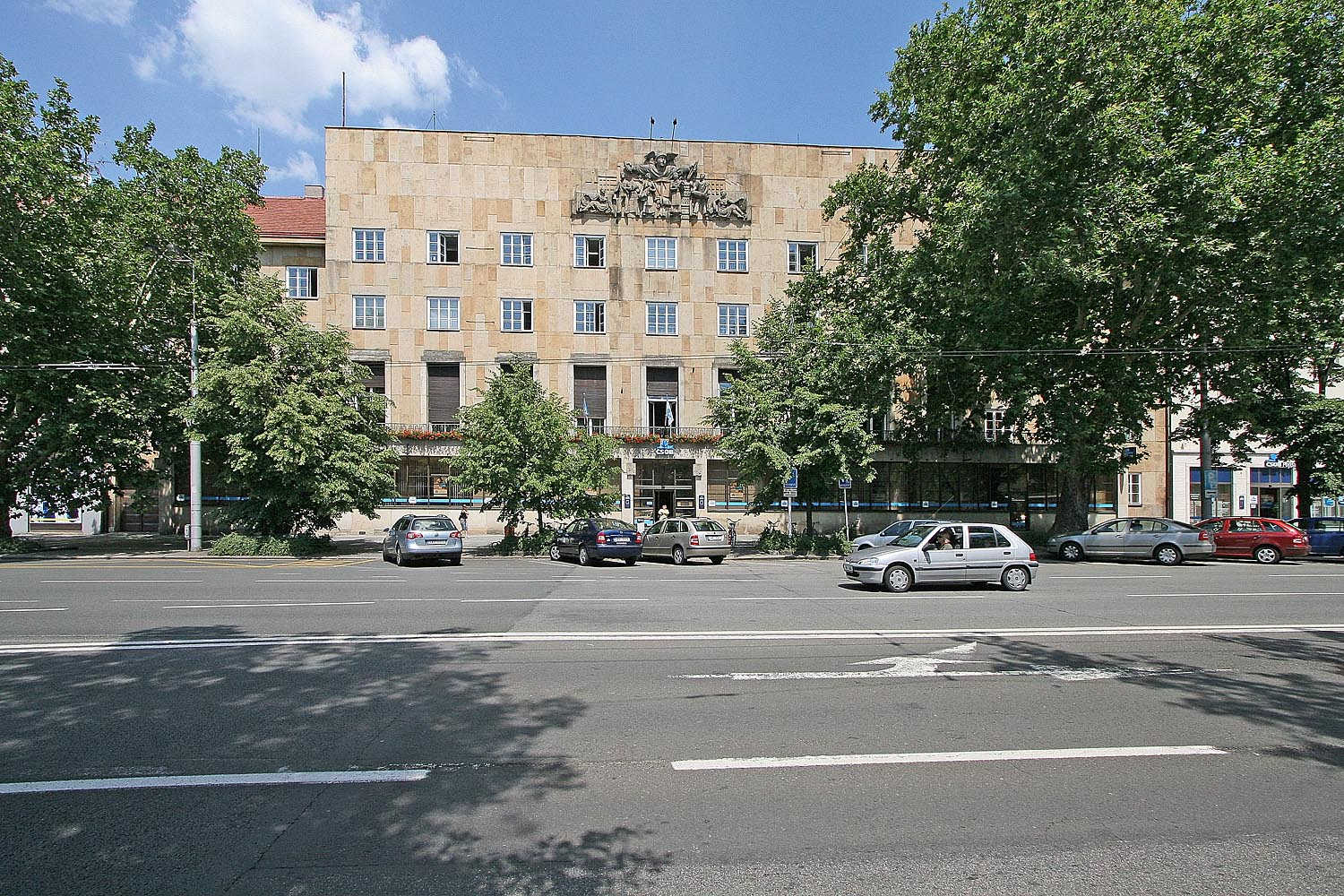
Steinského palác, Hradec Králové, 1926–1927
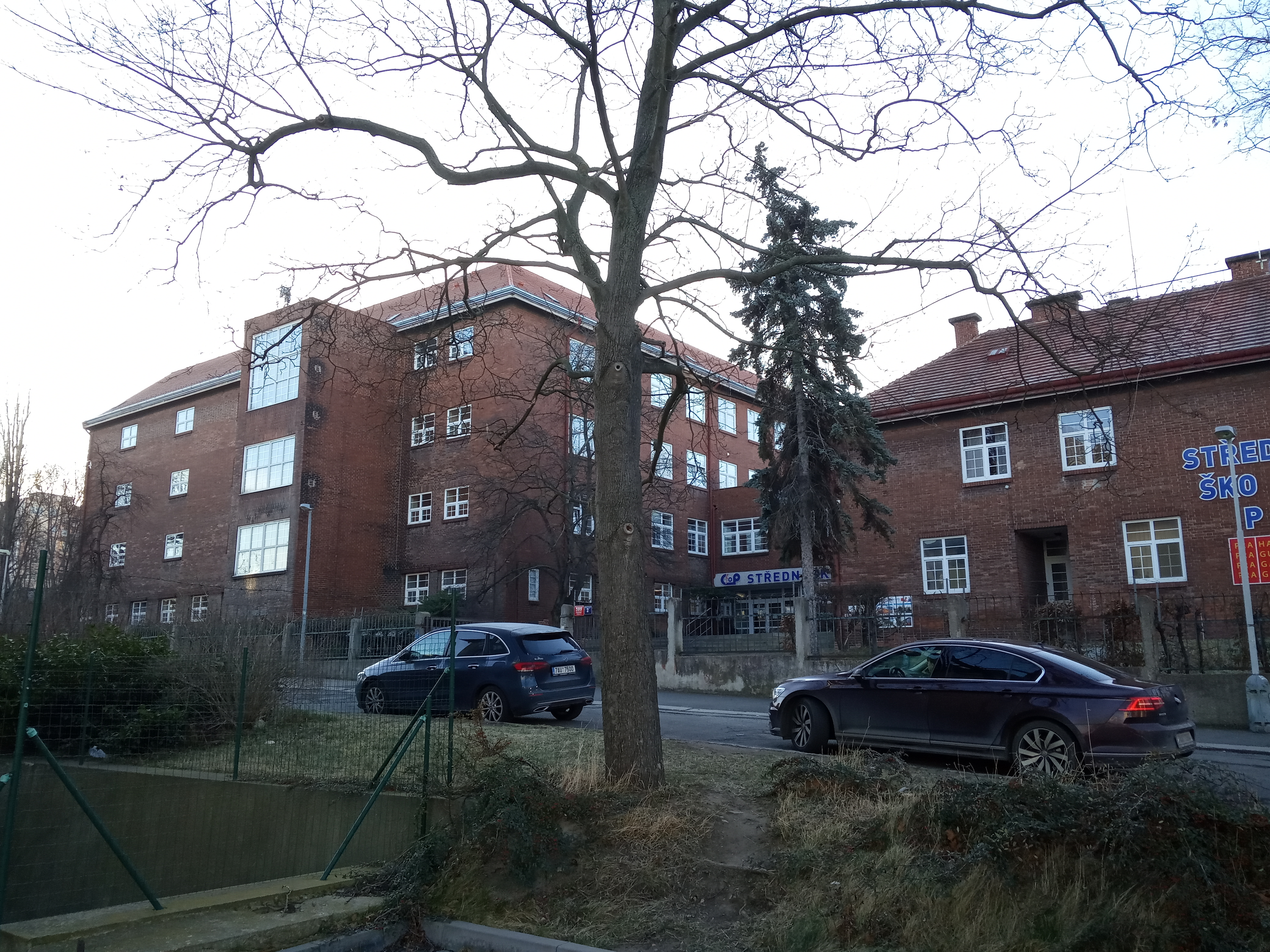
Státní vystěhovalecká stanice, Praha, 1928
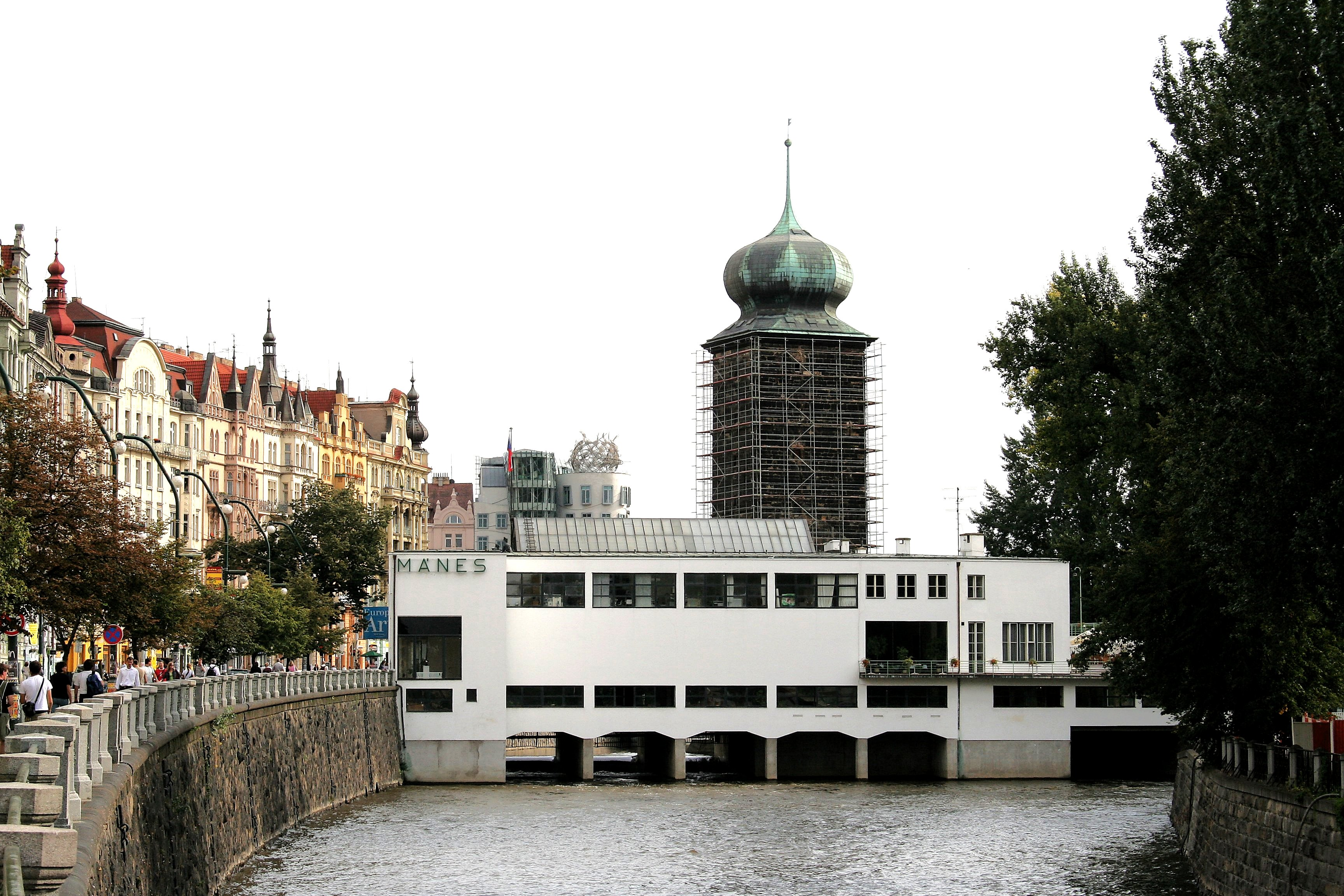
Budova SVU Mánes, Praha, 1927–1930

## Spisy
- Cestování s Mánesem ve Španělích, Praha : Spolek výtvarných umělců Mánes, 1935
- Jan Kotěra a jeho doba, Praha : SNKLHU, 1958
- O architektuře, Praha : Nakladatelství československých výtvarných umělců, 1959
- Vybrané stati o architektuře, interiéru, užitém umění a uměleckém průmyslu z let 1909–1954, Praha : Uměleckoprůmyslové muzeum, 1984

### Časopisy
Publikoval řadu článků, především v časopisech Styl, Volné směry, Stavba a Architektura ČSR. Několik článků otiskl i v časopisech zahraničních (L'Amour de l'art 1923, Bouwen 1925).

## Pedagogická činnost
Seznam žáků Otakara Novotného na VŠUP v letech 1929–1941, 1948–1953
- Jiří Bartek
- Osvald Döbert
- Václav Hilský
- Jan Jírovec
- Bartoloměj Kavan
- Bohuslav Kulič
- Oldřich Láznička
- Karel Lodr
- Čeněk Mužík
- Kristian Jiří Nesvadba
- František Novák
- Josef Pilař
- Karel Scharf
- Václav Starec
- Jan Šesták
- Vojtěch Šplháček

## Ocenění
- 1925 jmenován rytířem Řádu čestné legie
- 1925 Grand prix na Mezinárodní výstavě dekorativních umění v Paříži
  - obě pocty mu byly uděleny za instalaci expozice Svazu československého díla.
- 1925 Řád krále Alexandra za instalaci expozice SVU Mánes v Bělehradě.
- 1955 udělen Řád práce